# Brezna (Kraljevo)
Brezna (cirill betűkkel Брезна) település Szerbiában, a Raškai körzet Kraljevoi községében.

## Népesség
- 1948-ban 422 lakosa volt.
- 1953-ban 434 lakosa volt.
- 1961-ben 422 lakosa volt.
- 1971-ben 263 lakosa volt.
- 1981-ben 195 lakosa volt.
- 1991-ben 143 lakosa volt.
- 2002-ben 104 lakosa volt, akik mindannyian szerbek.